# Associação Naval 1.º de Maio
A Associação Naval 1.º de Maio DmC • MHIH foi um clube do Campeonato Nacional de Seniores, localizada na cidade da Figueira da Foz, tendo sido fundada no dia 1º de maio de 1893, sucedendo à extinta Associação Naval Figueirense. 
O seu nome deriva da raiz eminentemente operária que desde sempre o clube possuiu, assim como o dia escolhido para a sua implementação - o Dia do Trabalhador. Na sua fase inicial, a Naval teve por objetivo a prática de desportos náuticos, por parte dos seus associados.

## História
Durante os primeiros anos de história, foi no remo que a Naval almejou alguns dos seus grandes sucessos desportivos. Mas, embora tenha nascido com uma vertente náutica, a Naval foi alargando as suas secções desportivas e culturais, numa tentativa de proporcionar aos seus associados um leque variado de opções de prática desportiva e de atividades lúdicas.
Assim, para além da secção naval, surgiu a ginástica, a natação, o futebol, a patinagem, os pesos e o halterofilismo, a luta greco-romana, basquetebol, tiro, esgrima, dança, entre outros. Também foi objetivo dos fundadores da Naval 1.º de Maio, proporcionar um desenvolvimento cultural e cívico aos seus associados, promovendo, como era tradicional na época, atividades recreativas, de que se destacam os passeios, bailes, festas, animatógrafo, garraiada, orfeão e o teatro.
A Associação Naval 1.º de Maio foi a terceira coletividade portuguesa a ser reconhecida pelo Comitê Olímpico de Portugal, e é, presentemente, a quarta coletividade desportiva mais antiga do país, como 125 anos de existência.
A 20 de Maio de 1929 foi feita Dama da Ordem Militar de Nosso Senhor Jesus Cristo e a 19 de Abril de 1993 foi feita Membro-Honorário da Ordem do Infante D. Henrique.
Muito do enorme espólio da Associação Naval 1.º de Maio foi consumido num incêndio, que no dia 4 de julho de 1997, destruiu a sua sede social. Com ele, quase desapareceram 105 anos de história - à data - da Naval. Posteriormente ao incêndio, o clube implementou a sua sede provisória no Estádio Municipal José Bento Pessoa, onde se mantém até aos dias de hoje.
E pela primeira vez, na época desportiva de 2005/06, disputou a Liga Betandwin, a mais importante competição de futebol portuguesa.
Em 2017, por falta de capacidade financeira, a Associação Naval 1º de Maio suspendeu as atividade de formação e da equipa sénior de futebol, o Naval 1º de Maio, deixando um legado na Figueira da Foz com as seis épocas consecutivas na Primeira Liga de futebol mas que se encontrava a disputar os distritais de Coimbra. Com efeito, toda a formação vai transitar para o novo clube criado nesse mesmo ano a 24 de agosto de 2017 com o nome de Associação Naval 1893.
A 1 de outubro de 2019, a Boa Tarde Naval eSports contratou a jovem promessa Penedo para ajudar a equipa capitaneada por Vilela a fazer história, tornando-se a 1º equipa da figueira campeã nacional de eSports.

## Futebol

### Presenças (incluindo 12/13)
| Competição                                                                                              | Nome atual                 | Presenças   | Títulos |
| --- | -------------------------- | ----------- | ------- |
| Nível I                                                                                                 | Primeira Liga              | 6           | -       |
| Nível II - Liga de Honra desde 90/91                                                                    | Segunda Liga               | 9           | -       |
| Nível II - Liga de Honra desde 90/91 + Campeonato Nacional da 2ª Divisão até 89/90                      |                            | 27 (18 + 9) | -       |
| Nível II/III - Campeonato Nacional da 2ª Divisão até 89/90 e 2ª Divisão B desde 90/91                   | Campeonato Nacional        | 23          | -       |
| Nível III - Campeonato Nacional da 2ª Divisão desde 90/91 + Campeonato Nacional da 3ª Divisão até 89/90 |                            | 39 (5 + 34) | -       |
| Nível III/IV - Campeonato Nacional da 3ª Divisão até 89/90 e 3ª Divisão desde 90/91 como 4º nível       | Terceira Divisão           | 34          | -       |
| Nível IV - 3ª Divisão de 90/91 a 12/13 e primeira div. distrital até 89/90 e desde 13/14                |                            | sem dados   | -       |
| Nível V - 1ª Distrital de 90/91 a 12/13 + Segunda Distrital até 89/90 e desde 13/14                     |                            | sem dados   | -       |
| Nível VI - 2ª Distrital de 90/91 a 12/13 + Terceira (se houver) Distrital até 89/90 e desde 13/14       |                            | sem dados   | -       |
| Nível IV/V - 1ª Distrital como 4º nível até 89/90 e após 13/14 e como 5º nível entre 90/91 e 12/13      | Primeira Divisão Distrital | sem dados   | -       |
| Nível V/VI - 2ª Distrital como 5º nível até 89/90 e após 13/14 e como 6º nível entre 90/91 e 12/13      | Segunda Divisão Distrital  | sem dados   | -       |
| Taça de Portugal desde 1938/39                                                                          | Taça de Portugal           | 44          | -       |
| Taça da Liga desde 2007/08                                                                              | Taça da Liga               | 6           | -       |

## Rivalidade com a Académica
Os habitantes das cidades de Coimbra e da Figueira da Foz possuem uma rivalidade entre si, que se tornou notória no período em que Naval 1º de Maio e Associação Académica de Coimbra conviveram na Primeira Liga.

## Jogadores notáveis
Guarda-Redes
- Romuald Peiser (2008–2010)

Defesas Esquerdos
- (1999–2008)

Defesas Centrais
- (2004–2005)

Defesas Direitos
- (2001–2005)

Médios Centro
- (1998–2004)

Médios Direitos
Médios Esquerdos
- (2016–)

Avançados
- Marinho (2008–2011)
- Edivaldo Rojas (2008–2012)

## Classificações
| Época | I  | II | III | IV | V | Pts    | J  | V  | E  | D  | GM | GS | +/- | TP          |
| |    |    |     |    |   |        |    |    |    |    |    |    |     |             |
| 2014-2015 |    |    | 7   |    |   |        |    |    |    |    |    |    |     |             |
| 2013-2014 |    |    | 3   |    |   |        |    |    |    |    |    |    |     |             |
| 2012-2013 |    | 18 |     |    |   | .      |    | .  | .  | .  | .  | .  | .   | 3E          |
| 2011-2012 |    | 4  |     |    |   | .      |    | .  | .  | .  | .  | .  | .   | 4E          |
| 2010-2011 | 16 |    |     |    |   | .      |    | .  | .  | .  | .  | .  | .   | 3E          |
| 2009-2010 | 8  |    |     |    |   | 36 pts | 30 | 10 | 6  | 14 | 20 | 35 | -15 | 1/2 final   |
| 2008-2009 | 13 |    |     |    |   | 29 pts | 30 | 7  | 8  | 15 | 25 | 39 | -14 | 1/4 final   |
| 2007-2008 | 11 |    |     |    |   | 34 pts | 30 | 9  | 7  | 14 | 26 | 45 | -19 | 1/4 final   |
| 2006-2007 | 12 |    |     |    |   | 32 pts | 30 | 7  | 11 | 12 | 28 | 37 | -9  | 1/8 final   |
| 2005-2006 | 13 |    |     |    |   | 39 pts | 34 | 11 | 6  | 17 | 35 | 48 | -13 | 1/16 final  |
| 2004-2005 |    | 2  |     |    |   | 62 pts | 34 | 17 | 11 | 6  | 53 | 30 | +23 | 1/32 final  |
| 2003-2004 |    | 8  |     |    |   | 46 pts | 34 | 12 | 10 | 12 | 46 | 42 | +4  | 1/4 final   |
| 2002-2003 |    | 4  |     |    |   | 55 pts | 34 | 13 | 16 | 5  | 40 | 25 | +15 | 1/2 final   |
| 2001-2002 |    | 12 |     |    |   | 42 pts | 34 | 10 | 12 | 12 | 54 | 50 | +4  | 1/16 final  |
| 2000-2001 |    | 9  |     |    |   | 48 pts | 34 | 14 | 6  | 14 | 49 | 45 | +4  | 1/32 final  |
| 1999-2000 |    | 13 |     |    |   | 42 pts | 34 | 11 | 9  | 14 | 53 | 55 | -2  | 1/8 final   |
| 1998-1999 |    | 13 |     |    |   | 38 pts | 34 | 9  | 11 | 14 | 34 | 54 | -20 | 1/16 final  |
| 1997-1998 |    |    | 1   |    |   | 69 pts | 34 | 20 | 9  | 5  | 52 | 22 | +30 | 1/32 final  |
| 1996-1997 |    |    | 2   |    |   | 59 pts | 34 | 16 | 11 | 7  | 58 | 32 | +26 | 1/64 final  |
| 1995-1996 |    |    | 2   |    |   | 72 pts | 34 | 22 | 6  | 6  | 65 | 30 | +35 | 1/32 final  |
| 1994-1995 |    |    | 2   |    |   | 52 pts | 34 | 23 | 6  | 5  | 70 | 31 | +39 | 1/128 final |
| 1993-1994 |    |    | 14  |    |   | 33 pts | 34 | 11 | 11 | 12 | 34 | 39 | -5  | 1/32 final  |
| 1992-1993 |    |    |     | 2  |   | 50 pts | 34 | 20 | 10 | 4  | 65 | 25 | +30 | 1/64 final  |
| 1991-1992 |    |    | 15  |    |   | 25 pts | 34 | 6  | 13 | 15 | 41 | 55 | -14 | 1/128 final |
| 1990-1991 |    |    | 11  |    |   | 38 pts | 38 | 13 | 12 | 13 | 40 | 47 | -7  | 1/128 final |
| 1989-1990 |    |    | 2   |    |   | 49 pts | 34 | 20 | 9  | 5  | 60 | 23 | +37 | 1/128 final |
| 1988-1989 |    |    | 4   |    |   | 42 pts | 34 | 17 | 11 | 6  | 63 | 24 | +39 | 1/64 final  |
| 1987-1988 |    |    | 4   |    |   | 49 pts | 38 | 20 | 9  | 9  | 65 | 35 | +30 | 1/128 final |
| 1986-1987 |    |    | 5   |    |   | 32 pts | 30 | 13 | 6  | 11 | 43 | 34 | +9  | 1/16 final  |
| 1985-1986 |    |    | 9   |    |   | 28 pts | 30 | 11 | 6  | 13 | 36 | 41 | -5  | 1/64 final  |
| 1984-1985 |    |    | 8   |    |   | 30 pts | 30 | 13 | 4  | 14 | 45 | 40 | +5  | 1/64 final  |
| 1983-1984 |    | 14 |     |    |   | 18 pts | 30 | 4  | 10 | 16 | 16 | 41 | -25 | 1/64 final  |
| 1982-1983 |    |    | 2   |    |   | 40 pts | 30 | 18 | 6  | 6  | 45 | 28 | +17 | 1/8 final   |
| 1981-1982 |    |    | 9   |    |   | 29 pts | 30 | 12 | 6  | 13 | 47 | 45 | +2  | 1/64 final  |
| 1980-1981 |    |    | 5   |    |   | 34 pts | 30 | 13 | 8  | 9  | 48 | 33 | +15 | 1/64 final  |
| 1979-1980 |    | 16 |     |    |   | 16 pts | 30 | 6  | 4  | 20 | 26 | 57 | -31 | 1/64 final  |
| 1978-1979 |    |    | 2   |    |   | 37 pts | 30 | 17 | 7  | 6  | 35 | 25 | +10 | 1/64 final  |
| 1977-1978 |    |    | 8   |    |   | 31 pts | 30 | 9  | 13 | 8  | 38 | 34 | +4  | 1/64 final  |
| 1976-1977 |    |    | 4   |    |   | 42 pts | 30 | 18 | 6  | 6  | 45 | 15 | +30 | 1/64 final  |
| 1975-1976 |    |    |     |    |   |        |    |    |    |    |    |    |     | 1/128 final |
| 1974-1975 |    |    | 2   |    |   | 53 pts | 38 | 20 | 12 | 6  | 61 | 27 | +34 | 1/64 final  |
| 1973-1974 |    |    | 3   |    |   | 49 pts | 38 | 20 | 9  | 9  | 60 | 29 | +31 | 1/64 final  |
| 1972-1973 |    |    | 12  |    |   | 31 pts | 30 | 12 | 7  | 11 | 38 | 32 | +6  | 1/16 final  |
| 1971-1972 |    |    | 9   |    |   | 26 pts | 30 | 8  | 10 | 12 | 34 | 36 | -2  | 1/128 final |
| 1970-1971 |    |    | 10  |    |   | 30 pts | 30 | 12 | 6  | 12 | 51 | 42 | +9  | 1/64 final  |
| 1969-1970 |    |    | 7   |    |   | 31 pts | 30 | 12 | 7  | 11 | 50 | 36 | +14 | 1/64 final  |
| 1968-1969 |    |    | 5   |    |   | 26 pts | 22 | 9  | 8  | 5  | 25 | 25 | 0   | 1/64 final  |
| 1967-1968 |    |    | 1   |    |   | 15 pts | 10 | 5  | 5  | 0  | 14 | 4  | +10 | -           |
| 1966-1967 |    |    | 4   |    |   | 10 pts | 10 | 5  | 0  | 5  | 13 | 14 | -1  | -           |
| 1963-1964 |    |    | 3   |    |   | 12 pts | 10 | 5  | 2  | 3  | 16 | 10 | +6  | -           |
| 1962-1963 |    |    | 4   |    |   | 9 pts  | 10 | 3  | 3  | 4  | 20 | 18 | +2  | -           |
| 1961-1962 |    |    | 3   |    |   | 4 pts  | 6  | 2  | 0  | 4  | 9  | 11 | -2  | -           |
| 1960-1961 |    |    | 3   |    |   | 17 pts | 14 | 8  | 1  | 5  | 40 | 24 | +16 | -           |
| 1959-1960 |    |    | 4   |    |   | 17 pts | 14 |    |    |    | 36 | 23 | +13 | -           |
| 1958-1959 |    |    | 2   |    |   | 19 pts | 14 |    |    |    | 40 | 13 | +27 | -           |
| 1957-1958 |    |    | 2   |    |   | 21 pts | 14 |    |    |    | 28 | 12 | +16 | -           |
| 1956-1957 |    |    | 6   |    |   |        | 10 |    |    |    | 19 | 23 | -4  | -           |
| 1955-1956 |    |    | 3   |    |   | 13 pts | 10 |    |    |    | 20 | 11 | +9  | -           |
| 1954-1955 |    |    | 5   |    |   | 10 pts | 10 |    |    |    | 13 | 12 | +1  | -           |
| 1953-1954 |    | 12 |     |    |   | 20 pts | 26 | 8  | 4  | 14 | 33 | 46 | -13 | -           |
| 1952-1953 |    | 6  |     |    |   | 13 pts | 16 | 5  | 3  | 8  | 24 | 26 | -2  | -           |
| 1951-1952 |    | 5  |     |    |   | 18 pts | 17 | 8  | 2  | 7  | 21 | 23 | -2  | -           |
| 1950-1951 |    |    | 3   |    |   | 10 pts | 10 | 5  | 0  | 5  | 26 | 19 | +7  | -           |
| 1949-1950 |    | 6  |     |    |   | 17 pts | 18 | 6  | 5  | 7  | 43 | 45 | -2  | -           |
| 1948-1949 |    | 8  |     |    |   | 8 pts  | 14 | 3  | 2  | 9  | 16 | 40 | -24 | -           |
| 1947-1948 |    | 6  |     |    |   | 12 pts | 14 | 5  | 2  | 7  | 22 | 37 | -15 | -           |
| 1946-1947 |    | 3  |     |    |   | 11 pts | 10 | 5  | 1  | 4  | 24 | 26 | -2  | -           |
| 1945-1946 |    | 2  |     |    |   | 13 pts | 8  | 6  | 1  | 1  | 30 | 8  | +22 | -           |
| 1944-1945 |    | 1  |     |    |   | 10 pts | 6  | 5  | 0  | 1  | 16 | 4  | +12 | -           |
| 1943-1944 |    | 3  |     |    |   | 9 pts  | 8  | 4  | 1  | 3  | 14 | 13 | +1  | -           |
| 1942-1943 |    | 2  |     |    |   | 18 pts | 12 | 9  | 0  | 3  | 42 | 8  | +36 | -           |
| 1940-1941 |    | 6  |     |    |   | 6 pts  | 10 | 2  | 2  | 6  | 19 | 37 | -18 | -           |
| 1938-1939 |    | 6  |     |    |   | 5 pts  | 10 | 2  | 1  | 7  | 4  | 33 | -29 | -           |
| 1937-1938 |    | 3  |     |    |   | 3 pts  | 5  | 1  | 1  | 4  | 12 | 15 | -3  | -           |
| I - 1.ª Divisão; II - 2.ª Divisão; III - 3.ª Divisão; IV - 4.ª Divisão; V - 5.ª Divisão; Pts - Pontos; J - Jogos; V - Vitórias; E - Empates; D - Derrotas; GM - Golos Marcados; GS - Golos Sofridos; +/- - Diferença de Golos; TP - Taça de Portugal |    |    |     |    |   |        |    |    |    |    |    |    |     |             |

|  |                                    |
|  | Qualificação à divisão superior    |
|  | Desqualificação à divisão inferior |

### Factos Históricos
- Vencedor de série na Terceira Divisão (Nível III) em 1961/62 e 1967/68
- Vice campeão da Liga de Honra (Nível II) em 2004/05

### Elencos
Temporada 2011/2012 do Associação Naval 1.º de Maio

### Treinadores do clube
- Luís Agostinho (1997-1999)
- Ulisses Morais (1995-1997) (2007-2009)
- José Dinis (1999-2002)
- Álvaro Magalhães (2002-2003)
- António Conceição (2003-2004)
- Guto Ferreira (2004)
- Rogério Gonçalves (2004-2005)
- Manuel Cajuda (2005)
- Fernando Mira (2006)
- Chaló (2007-2008)
- Augusto Inácio (2009-2010)
- Victor Zvunka (2010)
- Mozer (2010-2011)
- Daniel Ramos (2011-2012)
- Filó (2012-2013)